# Аргентина на Светском првенству у атлетици на отвореном 2009.
Аргентина је учествовала на Светском првенству у атлетици на отвореном 2009. одржаном у Берлину од 15. до 23. августа дванаести пут, односно учествовала је на свим првенствима до данас. Репрезентацију Аргентине представљало је 6 такмичара (4 мушкарца и 2 жене) који су се такмичили исто толико дисциплина..
На овом првенству Аргентина није освојила ниједну медаљу. Није било нових националних, личних и сезонских рекорда.

## Учесници
| Мушкарци: - Хуан Мануел Кано — 20 км ходање - Херман Лауро — Бацање кугле, Бацање диска - Jorge Balliengo — Бацање диска - Хуан Игнасио Кера — Бацање кладива | Жене: - Росио Комба — Бацање диска - Џенифер Далгрен — Бацање кладива |  |

## Резултати

### Мушкарци
| Атлетичар         | Дисциплина     | Лични рекорд | Квалификације | Квалификације | Група                 | Група        | Полуфинале | Полуфинале | Финале               | Финале               | Детаљи |
| Атлетичар         | Дисциплина     | Лични рекорд | Резултат      | Место         | Резултат              | Место        | Резултат   | Место      | Резултат             | Место                | Детаљи |
| ----------------- | -------------- | ------------ | ------------- | ------------- | --------------------- | ------------ | ---------- | ---------- | -------------------- | -------------------- | ------ |
| Хуан Мануел Кано  | 20 км ходање   | 1:26:36 НР   |               |               |                       |              |            |            | 1:29:20              | 40 / 45 (50)         |        |
| Херман Лауро      | Бацање кугле   | 19,88 НР     | Без пласмана  | Без пласмана  |                       |              |            |            | Није се квалификовао | Није се квалификовао |        |
| Херман Лауро      | Бацање диска   | 61,78        | 57,88         | 14. у гр Б    | Нису се квалификовали | 40 / 45 (50) |            |            |                      |                      |        |
| Jorge Balliengo   | Бацање диска   | 66,32 НР     | 59,19         | 12. у гр А    | Нису се квалификовали | 23 / 45 (50) |            |            |                      |                      |        |
| Хуан Игнасио Кера | Бацање кладива | 76,42 НР     | 69,37         | 16 у гр Б     | Нису се квалификовали | 30 / 33 (34) |            |            |                      |                      |        |

### Жене
| Атлетичарка     | Дисциплина     | Лични рекорд | Квалификације | Квалификације | Група        | Група | Полуфинале | Полуфинале            | Финале      | Финале       | Детаљи |
| Атлетичарка     | Дисциплина     | Лични рекорд | Резултат      | Место         | Резултат     | Место | Резултат   | Место                 | Резултат    | Место        | Детаљи |
| --------------- | -------------- | ------------ | ------------- | ------------- | ------------ | ----- | ---------- | --------------------- | ----------- | ------------ | ------ |
| Росио Комба     | Бацање диска   | 59,86 НР     | 54,69         |               |              |       |            | Нису се квалификовале | 15. у гр. Б | 30 / 37 (40) |        |
| Џенифер Далгрен | Бацање кладива | 72,94 НР     | 68,90         | 6. у гр. А    | 17 / 39 (41) |       |            | Нису се квалификовале |             |              |        |